# Liste der Botschafter der Vereinigten Staaten in Sri Lanka

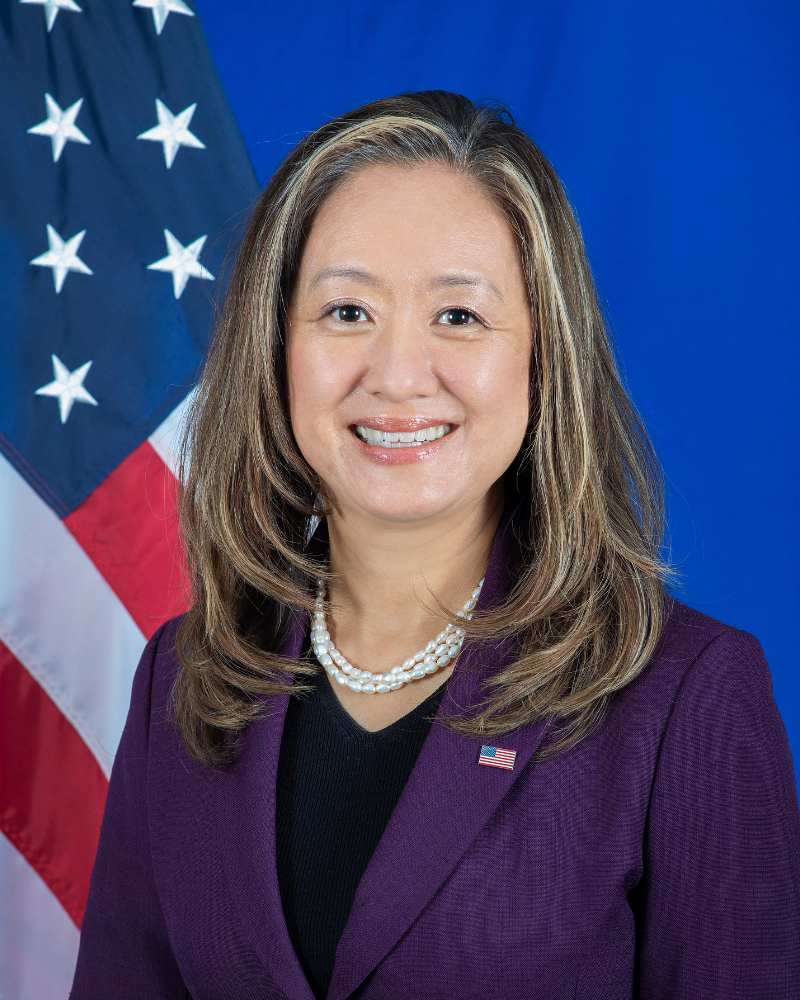
Julie C. Chung, derzeitige Botschafterin in Sri Lanka

Der Botschafter der Vereinigten Staaten von Amerika in Sri Lanka ist der bevollmächtigte Botschafter der Vereinigten Staaten von Amerika in Sri Lanka. Seit 1965 sind die Botschafter in Sri Lanka standardmäßig auch auf den Malediven akkreditiert und in Colombo stationiert.

## Botschafter
| Amtszeit  | Name                         | Bemerkungen |
| --------- | ---------------------------- | ----------- |
| 1949      | Felix Cole                   |             |
| 1949–1953 | Joseph Charles Satterthwaite |             |
| 1953–1956 | Philip Kingsland Crowe       |             |
| 1957–1958 | Maxwell Henry Gluck          |             |
| 1958–1959 | James Lampton Berry          |             |
| 1959–1961 | Bernard Anthony Gufler       |             |
| 1961–1964 | Frances Elizabeth Willis     |             |
| 1964–1967 | Cecil Burton Lyon            |             |
| 1967–1970 | Andrew Vincent Corry         |             |
| 1970–1971 | Robert Strausz-Hupé          |             |
| 1972–1976 | Christopher Van Hollen       |             |
| 1976–1977 | John Hathaway Reed           |             |
| 1977–1979 | William Howard Wriggins      |             |
| 1980–1982 | Donald R. Toussaint          |             |
| 1982–1985 | John Hathaway Reed           |             |
| 1985–1989 | James William Spain          |             |
| 1989–1992 | Marion V. Creekmore Jr.      |             |
| 1992–1995 | Teresita Currie Schaffer     |             |
| 1996–1997 | Albert Peter Burleigh        |             |
| 1997–2000 | Shaun Edward Donnelly        |             |
| 2000–2003 | E. Ashley Wills              |             |
| 2003–2006 | Jeffrey John Lunstead        |             |
| 2006–2009 | Robert Orris Blake Jr.       |             |
| 2009–2012 | Patricia A. Butenis          |             |
| 2012–2014 | Michele Jeanne Sison         |             |
| 2015–2018 | Atul Keshap                  |             |
| 2018–2021 | Alaina B. Teplitz            |             |
| 2022–     | Julie J. Chung               |             |